# Textura del sòl

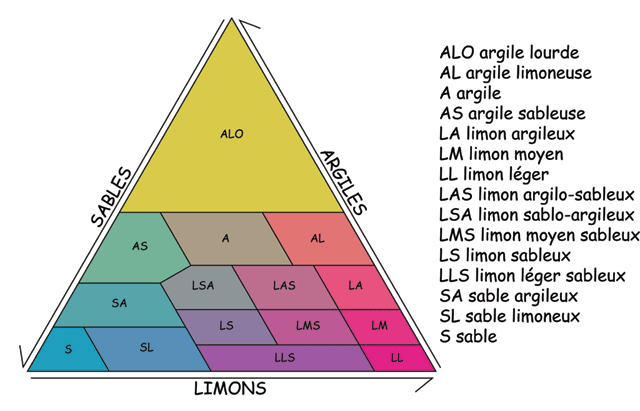
Triangle de les textures del sòls, on els tres costats corresponen respectivament als percentatges de sorra (sables), de llim (limons) i d'argila

La textura del sòl en edafologia i pedologia és una propietat del sòl que es fa servir per a descriure la proporció relativa de les diferents mides de partícules minerals de sòl (de fet se suposa que són esfèriques i es classifiquen pel seu diàmetre). Les partícules s'agrupen d'acord amb la seva mida i s'anomenen argila, llim i sorra. Per tant, en la textura del sòl no es té en compte la matèria orgànica ni el percentatge de calç. Sovint es fa servir un diagrama triangular que determina la textura dels sòls.

## Classificació de les partícules
N'hi ha diverses segons els països, en tots els casos no entren dins la granulometria les partícules més grans de 2 mm de diàmetre, és a dir per sobre de la sorra (grava, blocs de pedra, etc.)
El suec Atterberg (1905), va escollir el límit superior de 20 μm per al llim, ja que aquest és el límit de visió de les partícules a ull nu, a més d'altres propietats físiques que té el llim.
| Nom de la partícula de sòls | Límit de diàmetre (mm) (classificació USDA) |
| Argila                      | menys de 0.002                              |
| Llim                        | 0.002–0.05                                  |
| Sorra molt fina             | 0.05–0.10                                   |
| Sorra fina                  | 0.10–0.25                                   |
| Sorra mitjana               | 0.25–0.50                                   |
| Sorra gruixuda              | 0.50–1.00                                   |
| Sorra molt gruixuda         | 1.00–2.00                                   |

## Classificació de la textura del sòl
Típicament les classificacions reben el nom per la partícula constituent principal o una combinació de les més abundants, per exemple. "argilo-sorrenca" o "argilo-llimosa" Un quart terme, franca, es fa servir per a descriure una concentració aproximadament igual de sorra, llim i argila, per exemple "franco-argilosa" o "franco-llimosa."
És possible reagrupar les textures en quatre classes fonamentals, que permeten definir les principals propietats del sòl : 
- textura sorrenca: sòl ben airejat, fàcil de treballar, pobre en reserva d'aigua, pobre en elements nutritius, feble capacitat de bescanvi catiònic i aniònic.
- textura llimosa: l'excés de llim i la insuficiència d'argila poden provocar la formació d'una estructura massiva, acompanyada de condicions físiques desfavorables. Aquesta tendència es corregeix afegint-hi suficient humus i calci.
- textura argilosa: sòl químicament ric però les seves condicions físiques són deficients, medi impermeable i mal airejat que obstaculitza la penetració de les arrels; el sòl es treballa amb dificultat, ja que quan està humit és un sòl molt plàstic i quan està sec queda compactat. Una bona estructura afavorida per la humificació corregeix en part aquestes propietats desfavorables.
- textura equilibrada (franca): correspon a l'òptim, en la mesura que presenta las major part de les qualitats dels tres tipus precedents, sense els seus defectes.

Un exemple de granulometria favorable a la majoria dels conreus seria: 20 a 25% d'argila, 30 a 35% de llim, 40 a 50% de sorra